# Риполи (Терамо)
Риполи (итал. Ripoli) је насеље у Италији у округу Терамо, региону Абруцо.
Према процени из 2011. у насељу је живело 500 становника. Насеље се налази на надморској висини од 109 м.